# 軸受

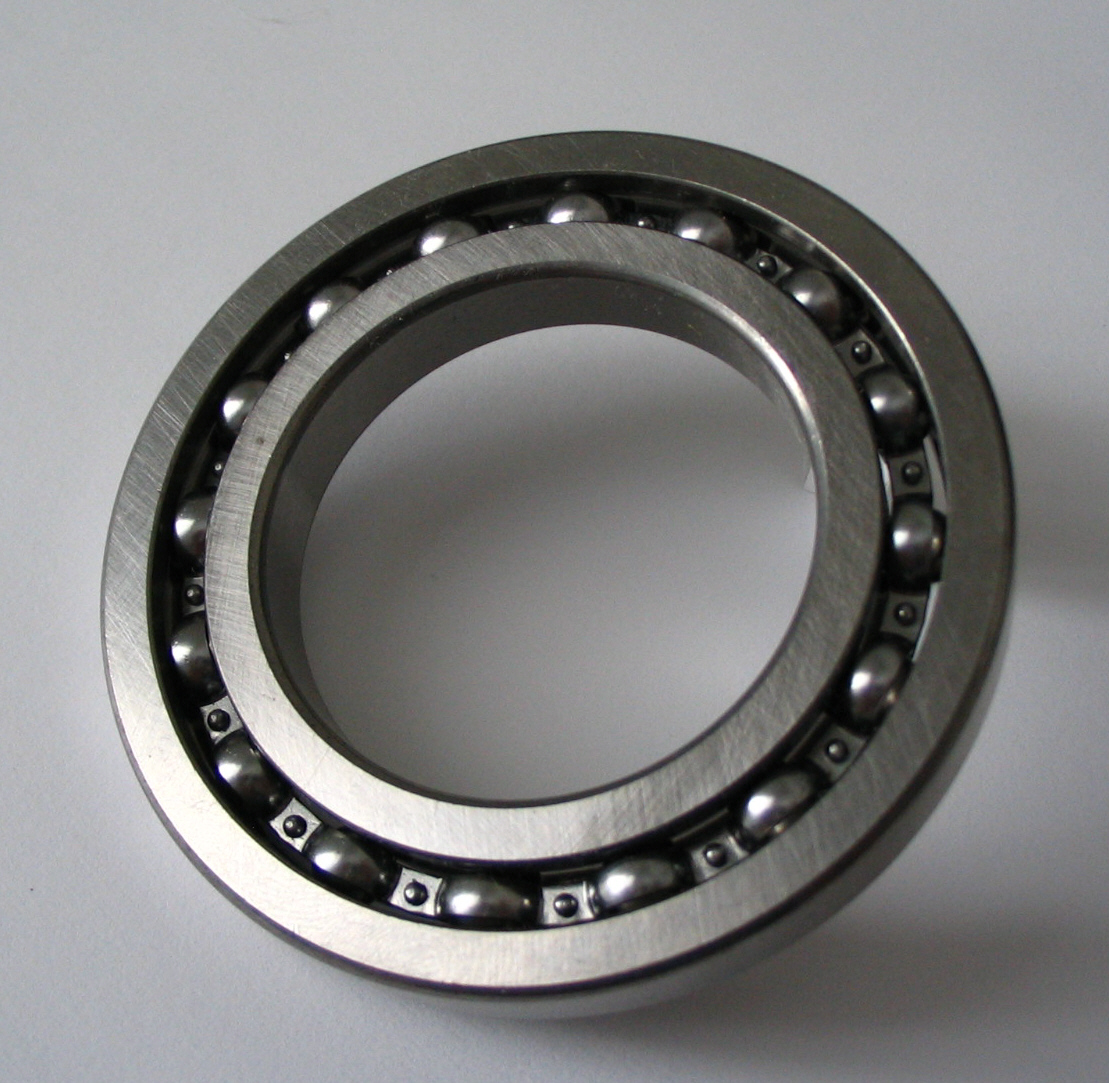
ボールベアリング

軸受（じくうけ、英: bearing）は、機械要素の一つで、回転や直線運動する相手部品に接して荷重を受け、軸などを支持する部品である。
英語のbearingをカタカナで表記したベアリングを使うことも一般的である。bearは「支える、になう」という意味で、bearingは支えるものという意味。

## 概要
軸を支え、回転運動や直線運動を許す機械要素。摩擦抵抗や摩耗が少なく、強度が強いことが求められる。また、回転振れを小さくするためには精度よく作られなければならない。
メンテナンスのしやすさも性能として求められる。特に、潤滑油を用いる場合は給油しやすい構造が望ましい。

## 分類
軸受の中で最もよく用いられるのはすべり軸受と転がり軸受である。電磁力を利用して軸を支持する磁気軸受、超電導磁石のピン止め効果を用いた超電導磁気軸受も開発されている。

### 構造からの分類
- 転がり軸受
  - 玉軸受（ボール軸受、ボールベアリング）

動作例（保持器の無い理想図）

  - ころ軸受（円筒コロ、円錐コロ、自動調心コロ、ローラーベアリングetc.）
- すべり軸受：作動流体の種類によって油軸受と空気軸受がある。（スリーブベアリングetc.）
- 磁気軸受：回転部分を磁気で支える。無重量状態を利用し、宇宙空間にある人工衛星で使用されている。
- 流体軸受：気体やオイルのような流体を使った軸受。流体を使用する分、傷つきにくい性質を持つ。

### 受ける荷重種類の分類
- ラジアル軸受：径方向の荷重を受ける。
- スラスト軸受：軸方向の荷重を受ける。

### その他の特徴による呼び方
- 無給油軸受
- 静圧軸受
- 含油軸受
- 流体動圧軸受

## 歴史
軸受の最古の実例としては、古代エジプトの絵に火起こしに軸受を使っている様子が描かれたものがある。

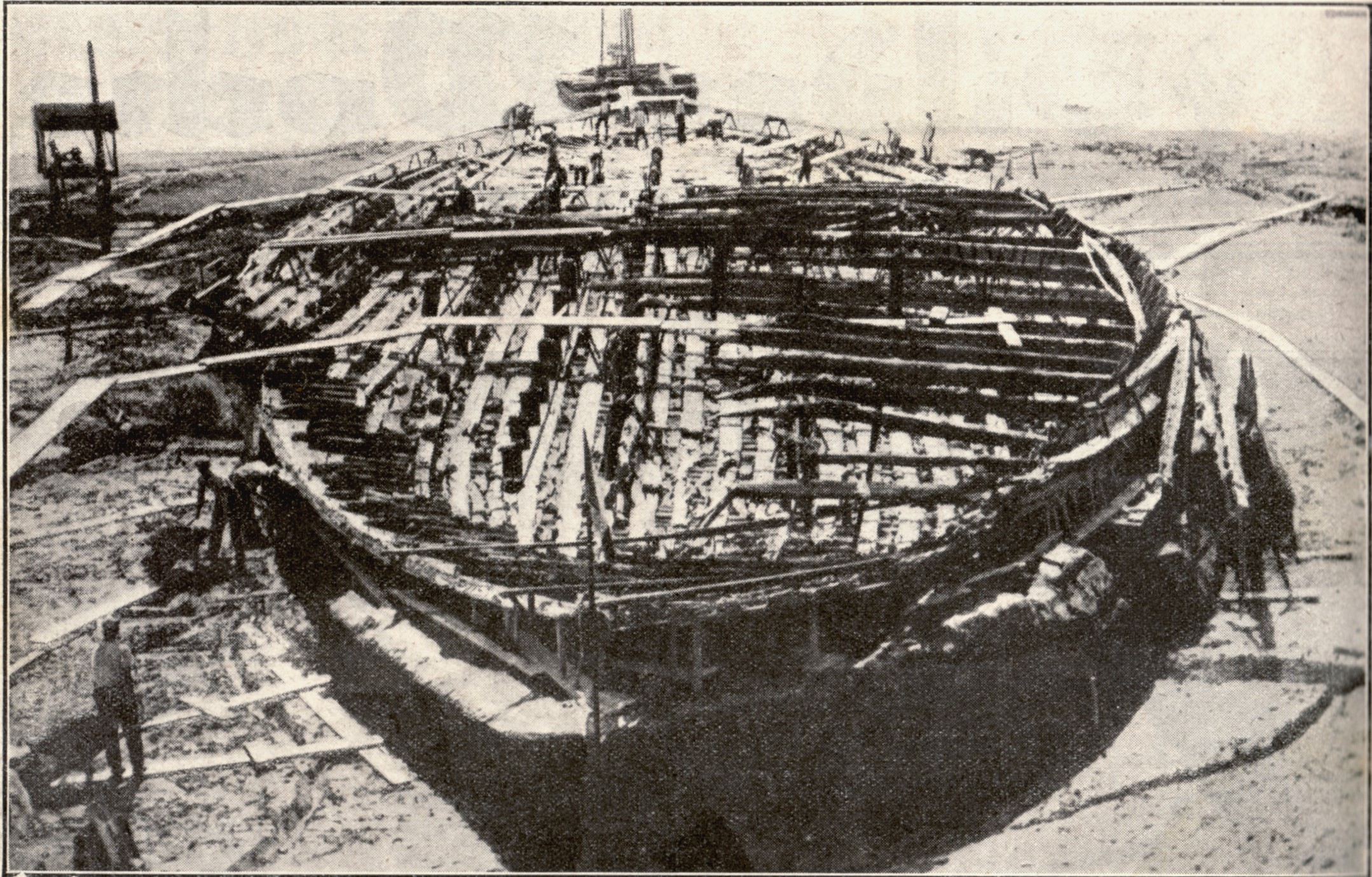
ネミ湖のローマ船。古代ローマ時代、皇帝カリグラによって建造された巨大な船が湖底の泥中に沈み、酸素が断たれ良い保存状態となった。20世紀に発掘のために湖の水をまるごと抜いたところ、1900年もの時を経ても良い保存状態のまま出てきた。船はもともと湖面に浮かぶ宮殿や神殿として造られたもので、船上に庭園があり、その庭園には女神像が置かれ機械じかけで回転していたのだが、その回転テーブルに木製ボール・ベアリングが組み込まれている実物も湖底から出てきた。

復元された軸受の最古の例としては、共和政ローマ時代、ローマ皇帝カリグラ（在位37年 - 41年)が建造させたネミ湖のローマ船が紀元40年ごろに湖底の泥中に沈み、それが20世紀に発掘された時に出てきた、女神像を回転させるための回転テーブルの軸受け用の木製の玉がある。
軸受は輪軸の固定にも使われる。この場合に使われるのはすべり軸受で、輪軸で物を引っ張る際に軸が回転する長さより摩擦する長さを短くすることで、摩擦を大幅に軽減させる。
レオナルド・ダ・ヴィンチは、ころ軸受の絵を1500年頃に描いており、これが世界初とされている。しかし、そのような軸受の絵を最初に出版したのはアゴスティーノ・ラメッリで、1588年に、ころ軸受とスラスト軸受の絵を掲載した本を出版している。玉軸受には、玉同士が擦れあって追加の摩擦を生じるという問題があるが、それぞれの玉をかごに入れて互いに擦れないようにすれば問題を避けることができる。このような技法を採用した玉軸受は、1600年にガリレオが記述しているのが最初である。しかし、そのような玉軸受はその後も長年作ることができなかった。玉軸受用の玉を挟む輪（レース）の最初の特許は、1794年、カーマーゼンの Philip Vaughan が取得した。
世界初の実用的なころ軸受を発明したのは時計職人のジョン・ハリソンで、1740年代中頃にH3という時計を作ったときのことだった。このときは非常に限られた振動的な動きに対する軸受だったが、後にハリソンは完全に回転する軸を固定する軸受も作っている。
玉軸受に関する最初の特許は1869年8月3日、フランスの首都パリの自転車職人 Jules Suriray が取得したものとされている。この軸受は、1869年11月に行われた世界初の自転車ロードレース（Paris-Rouen）で優勝した James Moore が乗っていた自転車に使われた。
フリードリヒ・フィッシャーは1883年、同じ大きさで真円のボールを製造できる機械を開発し、これが軸受製造の産業化に一役買うことになった。
19世紀の発明家 Henry Timken は1898年に円すいころ軸受の特許を取得した。翌年、その発明品を製造するための会社を起こした。その会社は Timken Company として軸受を中心とした各種製品を販売している。
現代的な自動調心式の玉軸受は、軸受製造企業SKFのスヴェン・ヴィンクヴィストが1907年に開発し、スウェーデンの特許第25406号を取得している。
Erich Franke は1934年、ワイヤレース式の転がり軸受（wire race bearing）を発明し、特許を取得した。彼は接触面積を可能な限り小さくすることに取り組み、それを軸受けを囲んでいる部分にまで適用した。第二次世界大戦後、彼はGerhard Heydrichと共にFranke & Heydrich KGという会社を創業した（現在の Franke GmbH）。

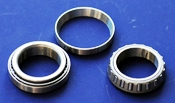
円すいころ軸受

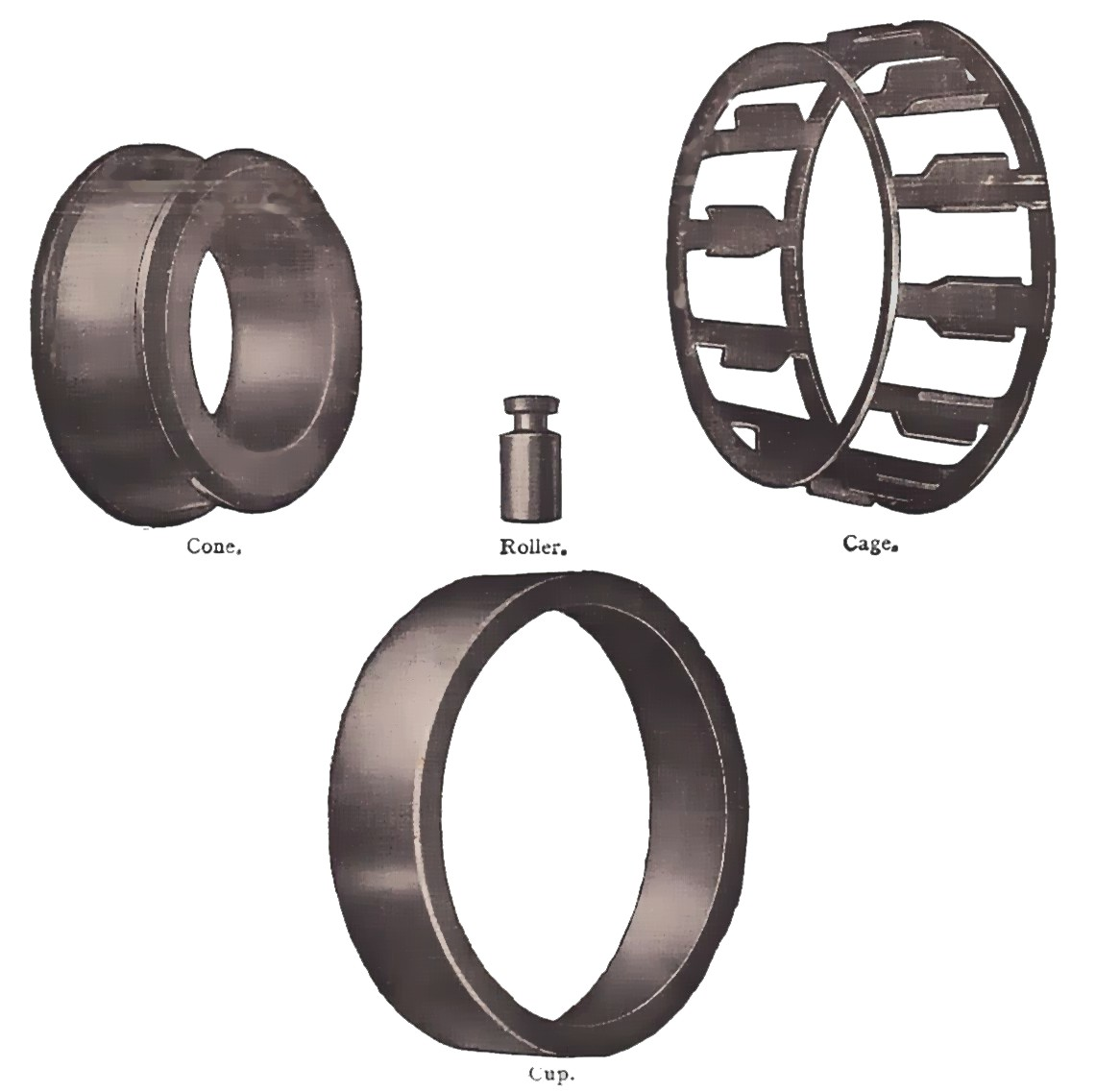
初期のティムケン式円すいころ軸受。ノッチ付きローラーを使っている。

初期のすべり軸受と転がり軸受は木材で作られていたが、セラミックス、サファイア、ガラスなども使われる。最近では銅、青銅などの金属、セラミックス、プラスチック（例えば、ナイロン、ポリアセタール、ポリテトラフルオロエチレン、UHMWPE）などもよく使われる。腕時計などでは、軸受に複雑な機構を使えないため、合成コランダム（人造ルビーまたは人造サファイア）などの硬度が高い宝石（人工貴石）を使って磨耗を防いで精度を維持している。いわゆる「石数」は軸受としての宝石数を意味する。古い材質でも高い耐久性を示すことがある。例えば、古い水車では木製の軸受けが使われているが、水が冷却と潤滑の役目を果たすため、今も機能し続けている。
今日では、超高速回転用軸受が歯科用の機械で使われたり、航空宇宙用ベアリングがマーズ・エクスプロレーション・ローバーで使われたりするなど、軸受は様々な用途で使われている。

## 市場
2018年の世界出荷額を、日本経済新聞社は約4兆2600億円と推計している。企業別シェアは首位のSKF（スウェーデン）が16.5％、2位のシェフラー（ドイツ）が15.6％。3 - 5位は日本企業が占め、日本精工、NTN、ジェイテクトで世界市場の4割近くを占める。

### メーカー
- SKF: 9.7%（世界シェア[9]、以下同じ）
- シェフラー・グループ: 7.7%
- 日本精工: 6.7%
- NTN: 4.7%
- TIMKEN: 3.8%
- C&U: 2.9%
- ジェイテクト: 2.5% （豊田工機と光洋精工が合併）←ブランド名は「Koyo」。主要な販売会社に光洋販売株式会社がある。
- ミネベアミツミ: 2.0%
- 不二越: 1.0%
- 日本トムソン: 0.6%
- 大同メタル工業
- 大豊工業
- TPI